# سلماس
سلماس (بالكردية: سەڵماس، Selmas) هي مدينة إيرانية تقع في القسم المركزي من مقاطعة سلماس في محافظة أذربیجان الغربیة. حسب إحصاءات المركز الرسمي للإحصاءات الإيرانية في 2006 كان يسكن سلماس 79560 شخص، وهم خليط من الكرد والأذر والمسيحيين والأرمن والفُرس.

## معرض صور

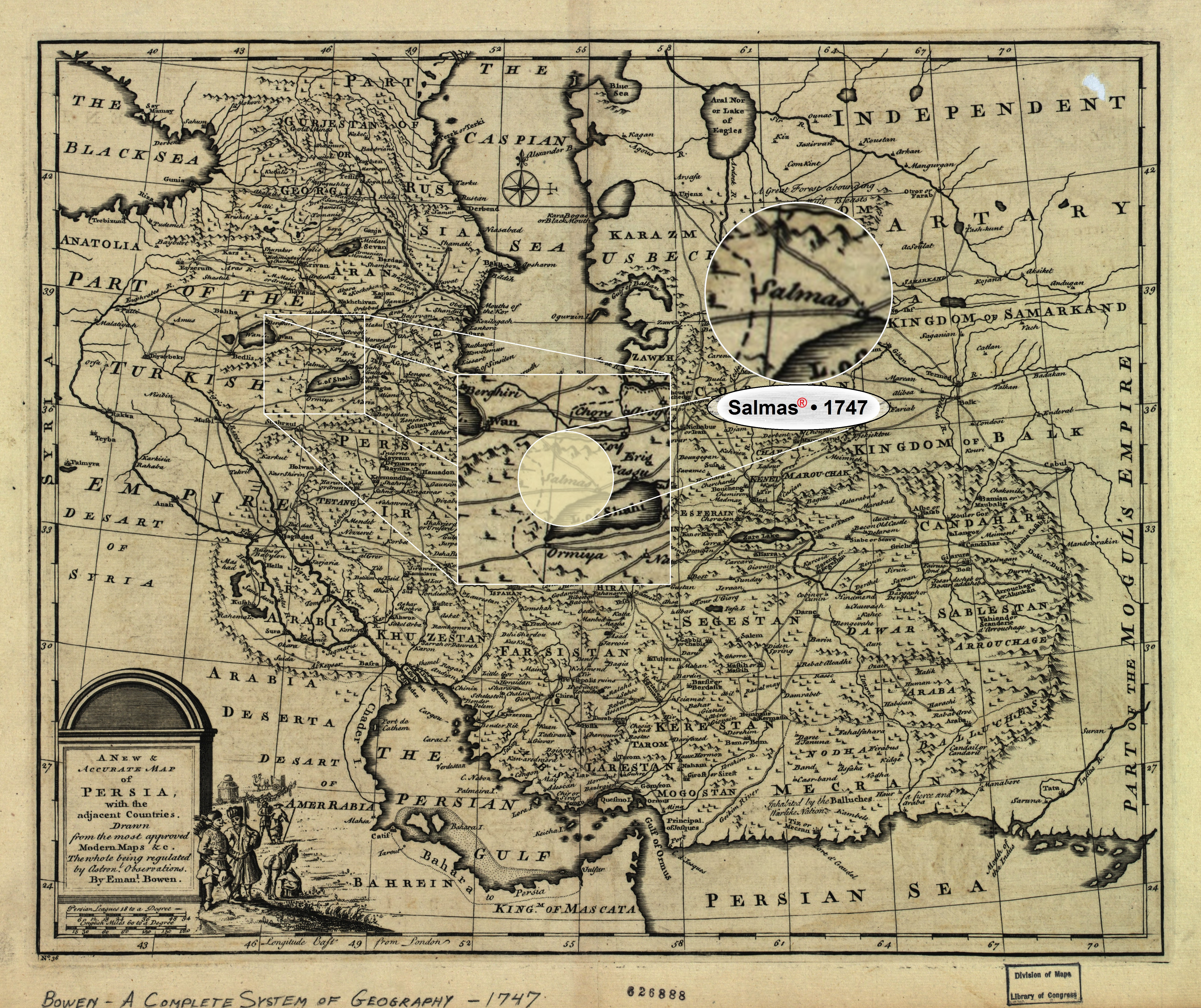
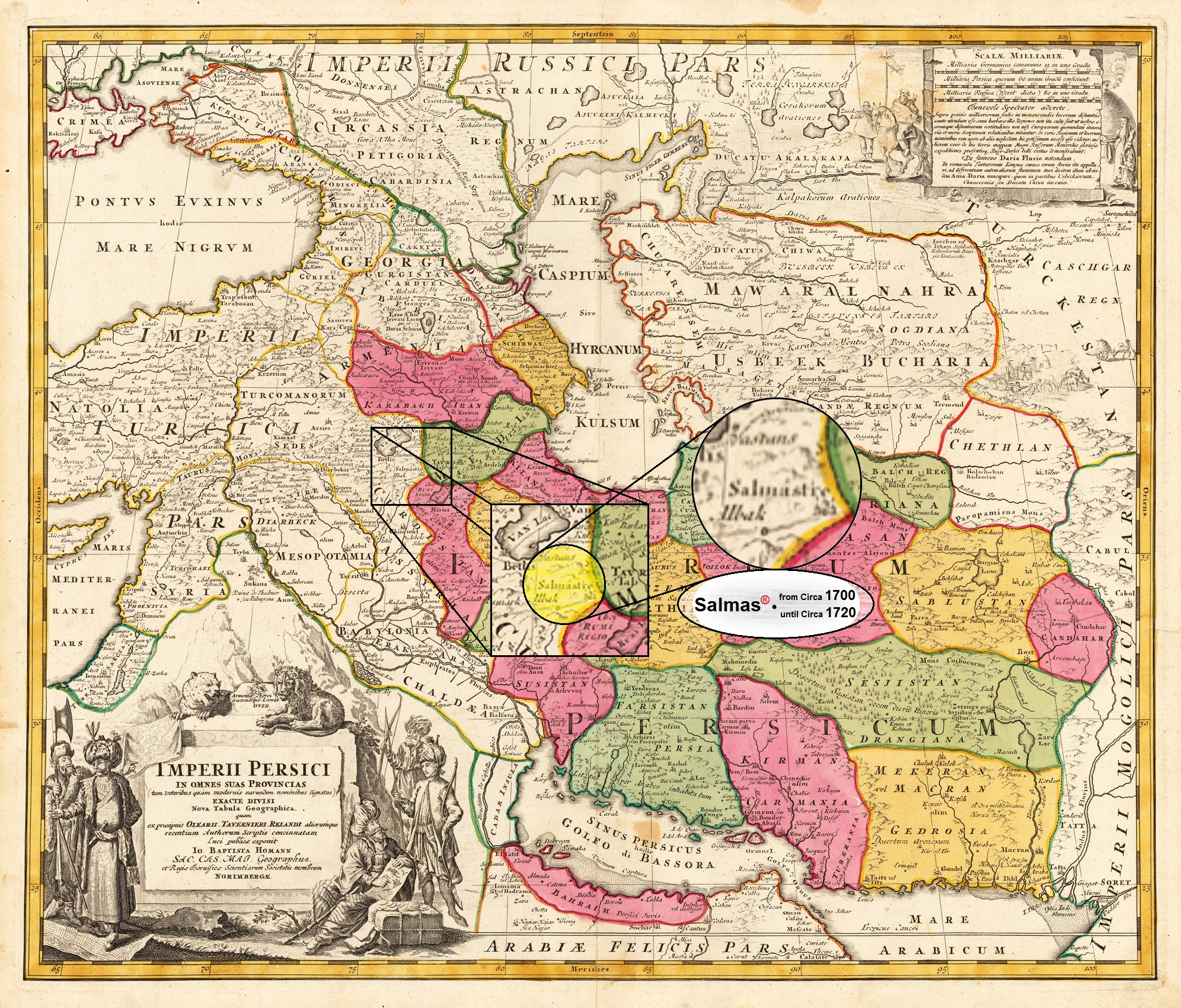
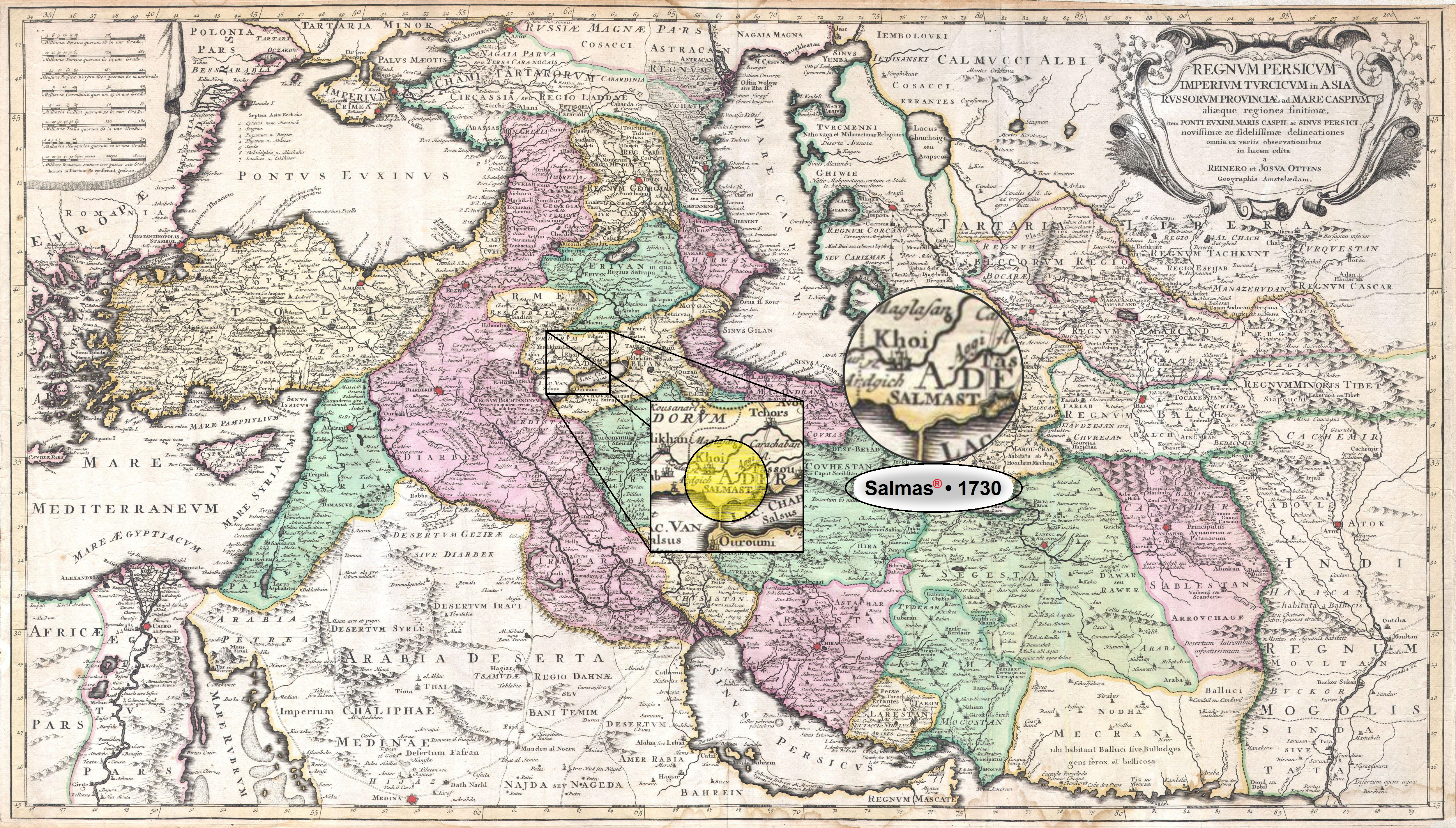
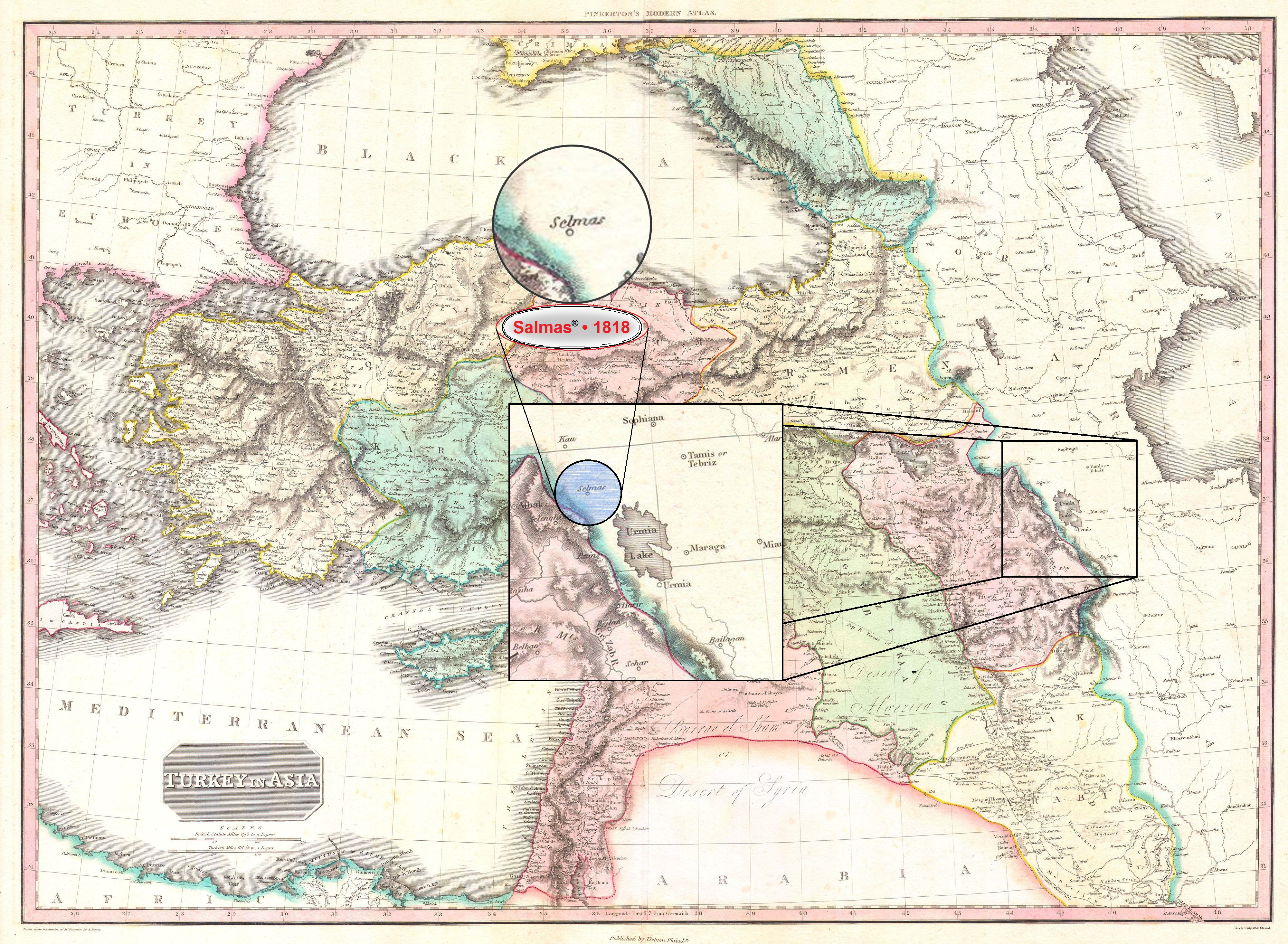
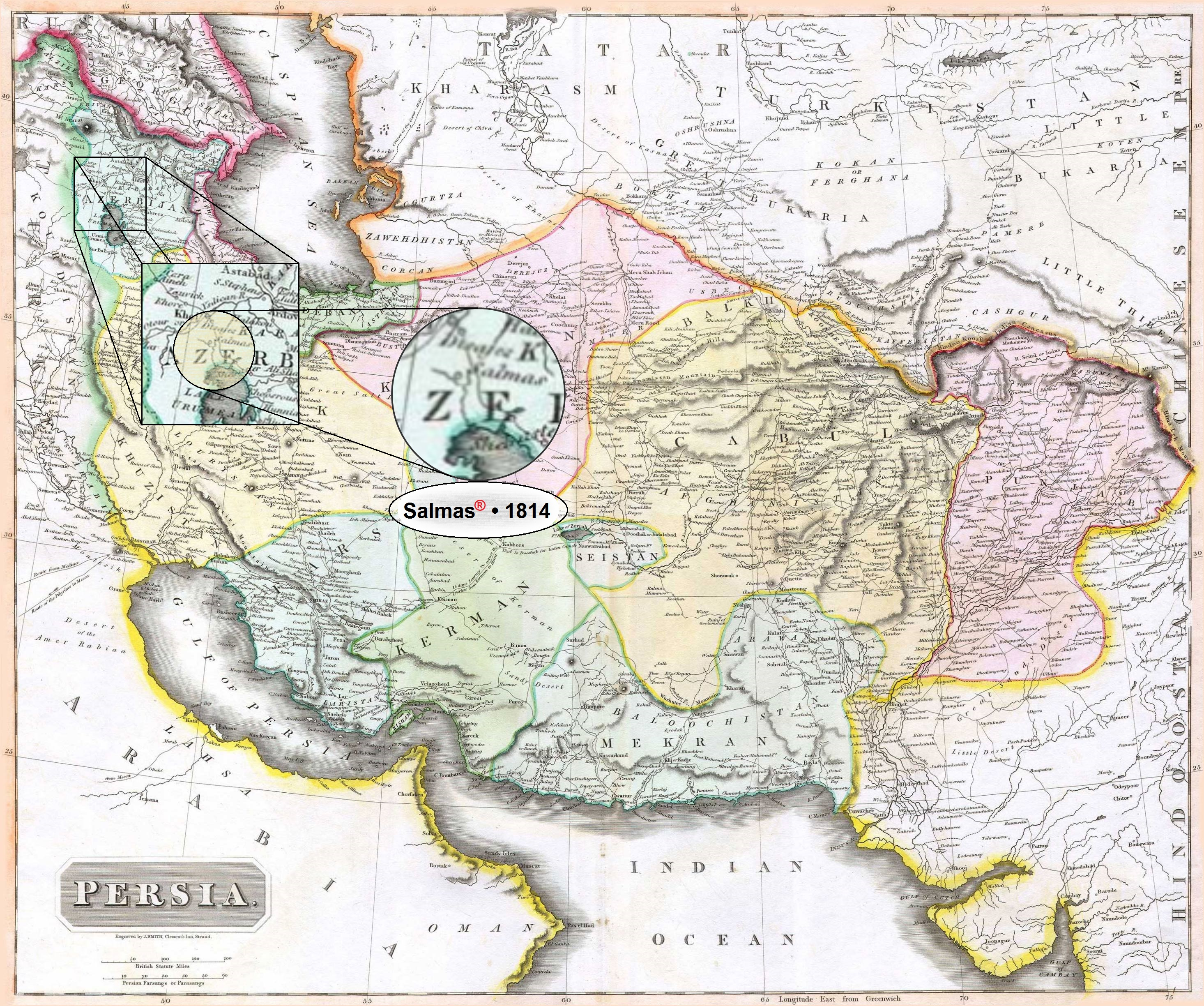

## أعلام
- محمود غني زادة
- شمعون الحادي والعشرون بنيامين
- إيمانويل أغاسي
- هادي اصغري